# Zougbilin
Zougbilin est une localité située dans le département de Bané de la province du Boulgou dans la région Centre-Est au Burkina Faso.

## Démographie
| 2003 | 2006 | 2012 |
| ---- | ---- | ---- |
| 451  | 319  | -    |

## Santé et éducation
Le centre de soins le plus proche de Zougbilin est le centre de santé et de promotion sociale (CSPS) de Ouâda-Traditionnel tandis que le centre médical (CM) le plus proche se trouve Bitou.
Le village ne possède pas d'école primaire publique, les élèves devant se rendre à l'un des villages de Ouâda.